# Battement (linguistique)
Pour les articles homonymes, voir Battement.
En linguistique, le battement (en anglais flapping ou tapping) désigne, en termes de phonétique articulatoire, un mouvement rapide et saccadé de l'apex (la pointe de la langue) ou de la luette. En termes phonologiques, il s'agit du processus selon laquelle une consonne devient battue.
L'exemple classique du battement est offert par certaines variétés de l'anglais, dont l'anglais américain. Dans les contextes intervocaliques, on y observe une lénition des occlusives alvéolaires, qui se traduit par la perte d'opposition entre /t/ et /d/, alors remplacés par une consonne battue alvéolaire voisée, soit [ɾ].